# Karl von Hertzberg (General, 1789)
Ernst Karl Graf von Hertzberg (* 24. Mai 1789 in Anklam; † 6. Dezember 1856 in Erfurt) war ein preußischer Generalmajor und Kommandeur der 8. Landwehr-Brigade.

## Leben
Hetzbers Großvater war der preußische Generalleutnant Karl von Hertzberg, der 1786 in den preußischen Grafenstand erhoben wurde. Seine Eltern waren Hans Christian Wilhelm von Hertzberg (1768–1837) und dessen Ehefrau Johanna Charlotte, geborene Otto (* 1753), Witwe des Hauptmanns Anton Konrad von Radolinski.
Hertzberg kam am 4. April 1800 als Portepeefähnrich in das Infanterieregiment „von Sanitz“ der Preußischen Armee und avancierte bis Ende Oktober 1805 zum Sekondeleutnant. Im Vierten Koalitionskrieg wurde er in der Schlacht bei Jena am rechten Fuß verwundet, er kam bis Magdeburg und wurde nach Kapitulation der Festung inaktiv gestellt.
Nach dem Frieden von Tilsit wurde er am 19. Februar 1810 dem 1. Schlesische Infanterie-Regiment aggregiert und am 6. August 1810 dort einrangiert. Während des Feldzugs gegen Russland kämpfte er 1812 in den Gefechten bei Wollgund, Kyopen und Ruhenthal.
Er wurde am 8. Juni 1813 zum Premierleutnant befördert und kämpfte während der Befreiungskriege in den Schlachten bei Großgörschen, Bautzen, Dresden, Kulm, Leipzig, La Rothiere, Paris und Belle Alliance (Waterloo). Ferner befand er sich bei den Gefechten bei Königswartha, Arbesau, Jeanvillers und der Belagerung von Erfurt. In der Zeit bekam er am 27. Juni 1813 das Eiserne Kreuz II. Klasse, wurde am 9. Oktober 1814 Stabskapitän sowie am 12. Februar 1815 Kapitän sowie Kompaniechef.
Am 30. März 1824 kam er als Major und Kommandeur in das II. Bataillon des 2. Landwehr-Regiments. Am 30. März 1834 kam er als Bataillonskommandeur in das 14. Infanterie-Regiment. Am 30. März 1838 wurde er zum Oberstleutnant befördert und mit der Führung des 2. Infanterie-Regiment beauftragt. Dort wurde er am 28. Mai 1838 als Kommandeur bestätigt. Am 8. Juni 1838 erhielt er am den Sankt-Stanislaus-Orden III. Klasse. Am 30. März 1840 wurde er zum Oberst befördert. Am 16. Mai 1844 wurde er als Kommandeur in die 8. Landwehr-Brigade versetzt. Für seinen Umzug erhielt er am 5. Juni 1844 eine Unterstützung von 1000 Talern. Am 31. Januar 1846 wurde er zum Generalmajor befördert. Im Jahr 1847 erhielt er den Roten Adlerorden II. Klasse mit Eichenlaub und am 5. September 1848 seinen Abschied mit Pension. Er starb am 6. Dezember 1856 in Erfurt und wurde dort am 9. Dezember 1856 beigesetzt.
Sein Divisionskommandeur August von Hedemann schrieb 1847 über ihn: „Ein pflichttreuer Offizier, von wohlwollendem Charakter und Interesse. Seiner Majestät gar ergeben. Die Landwehrverhältnisse sind ihm genau bekannt, und er beurteilt sie aus einem richtigen Standpunkt. Vor den Truppen zeigte er sich als ein erfahrener Führer. Zur Beförderung in seiner Tour geeignet.“

### Familie
Hertzberg heiratete am 1. Juni 1818 in Grünhübel, Kreis Breslau Wilhelmine Rogalla von Bieberstein (1797–1877). Das Paar hatte mehrere Kinder:
- Johann Karl Wilhelm (* 1819)
- Bertha (1820–1897), Stiftsdame im Stift Heiligengrabe
- Mathilde (1822–1903), Stiftsdame in Gedecke und Keppel
- Karl (1824–1899), brasilianischer Hauptmann ⚭ Leopoldina von Suckow (1830–1898)[2]
- Julius (1826–1887), preußischer Generalmajor ⚭ 1. Mai 1861 Caroline Knyn (1830–1905), Tochter von Theodor Friedrich Knyn
- Otto (1827–1901), preußischer Oberst ⚭ 31. Oktober 1865 Caroline von Blücher (1845–1920), Tochter von Helmuth von Blücher
- Emma (1830–1919)
- Rudolf (1832–1898), preußischer Generalmajor ⚭ 14. Mai 1866 Olga du Vignau (1838–1915), Tochter des Generalmajors Albert du Vignau
- Anna (* 1834), Oberin des Walpurgis-Stifts in Soest
- Elisabeth (* 1836)